# Речная лунка
Речная лунка (лат. Theodoxus fluviatilis) — пресноводный брюхоногий моллюск отряда Neritoida семейства нерит.

## Внешний вид
Раковина в среднем достигает 6,5 мм в ширину и 9 мм в высоту. Имеет толстые стенки. Устье закрывается оперкулумом.
Цвет раковины у разных особей сильно варьирует. Рисунок обычно сетчатый — тёмные полосы на светлом фоне, или пятнистый — белые пятна на тёмно-красном фоне. Пятна часто расположены группами.
Туловище бледно-жёлтое с тёмной передней частью. Щупальца довольно длинные, белого цвета. Подошва беловатая.

## Образ жизни. Распространение
Вид встречается в крупных реках большинства стран Европы. Отсутствует в районах Альп. Обитает чаще среди камней, в основном в богатых кальцием чистых быстродвижущихся реках. Однако может мириться и с солоноватыми водоёмами.

## Размножение
Как и все представители семейства, особи Theodoxus fluviatilis разнополы. После оплодотворения, в течение лета, самки откладывают яйца на каменистых поверхностях или раковинах других улиток.

## Опасность исчезновения
Вид находится под угрозой исчезновения в Германии и Швейцарии. В Чешской Республике он уже исчез.